# Sergei Arsenjewitsch Winogradow

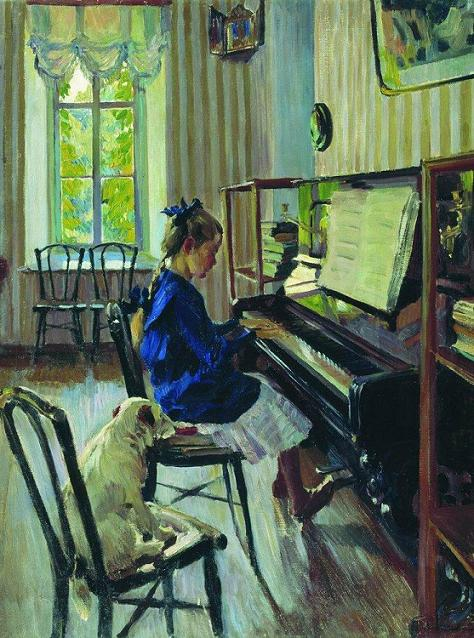
Igrajet (Mädchen am Piano), 1914

Sergei Arsenjewitsch Winogradow (russisch Сергей Арсеньевич Виноградов, wiss. Transliteration Sergej Arsen'evič Vinogradov; * 1. Julijul. / 13. Juli 1869greg. in Bolschije Soli im Gouvernement Kostroma, heute Nekrassowskoje, Oblast Jaroslawl; † 5. Februar 1938 in Riga) war ein russischer Maler.

## Leben
Auf dem Land aufgewachsen, besuchte er in der Zeit von 1880 bis 1889 die Moskauer Hochschule für Malerei, Bildhauerei und Architektur in der Klasse von J. S. Sorokin, Wladimir Makowski, Wassili Polenow sowie Illarion Prjanischnikow. Im Jahr 1888 wurde ihm der Rang eines Künstlers zuerkannt.
1889 studierte er an der Russischen Kunstakademie in Sankt Petersburg bei B. P. Willewalde und K. B. Wenig; er wurde außerdem Mitglied der Genossenschaft der Peredwischniki.
In der Zeit von 1898 bis 1913 war er vorrangig als Lehrender tätig. In dieser Zeit fanden aber auch Ausstellungen seiner Werke im westeuropäischen Ausland statt – in Düsseldorf (1904), in Paris (1906), in Berlin (1907) sowie in München (1909) und (1913). In der Folgezeit folgten Ausstellungen in Prag (1914), New York (1924) sowie in Riga in den Jahren 1925, 1935, 1936 sowie 1937. Darüber hinaus fanden mehrere Ausstellungen seiner Werke in der Tretjakow-Galerie in Moskau statt, so in den Jahren 1890, 1893 sowie 1907.
Das Schaffen Winogradows charakterisiert den Grundgedanken der Vereinigung russischer Künstler, dessen Gründungsmitglied er im Jahre 1903 war. Im Jahr 1912 wurde er Mitglied der Petersburger Kunstakademie, dessen ehemaliger Schüler er war. 1916 wurde er dessen Außerordentliches Mitglied.
Winogradow lebte seit 1923 in Lettland, wo er 1938 in Riga verstarb.

## Wirken
Winogradow war Maler von Genremalereien, Porträts und Landschaften. Ende der 1890er Jahre widmete er sich vorrangig Sujets christlicher Themen. Seine Werke, die in den 1910er Jahren entstanden, zeigten Elemente des Impressionismus.